# Naseby (Neuseeland)

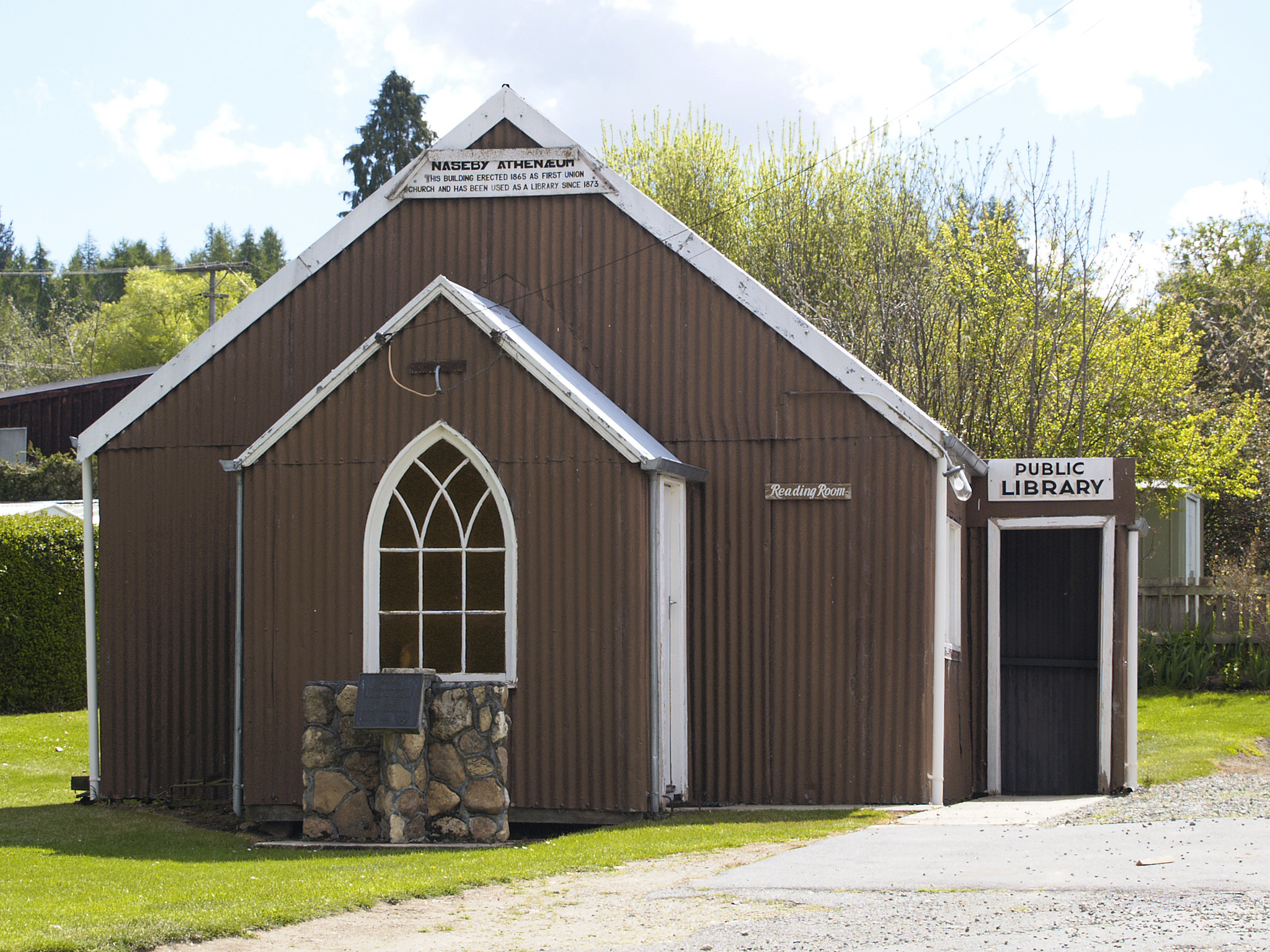
Athenaeum, 1865 als Union Curch errichtet und bis 1873 als Bibliothek genutzt

Naseby ist ein Dorf im Central Otago District der Region Otago auf der Südinsel auf Neuseeland.

## Namensherkunft
Die Siedlung, ursprünglich wegen ihrer Goldfunde nach den Gebrüdern Parker „Parkers Diggings“ genannt, wurde später mit dem Namen Naseby versehen, vermutlich als Erinnerung an die Schlacht von Naseby, als 1645 republikanische Truppen, angeführt von Oliver Cromwell und Thomas Fairfax, in der Nähe von Naseby im englischen Northamptonshire über die königlichen Garden siegten.

## Geographie
Naseby befindet sich rund 97 km nordnordwestlich von Dunedin und rund 64 km nordöstlich von Alexandra im Hochland von Central Otago. Oamaru im Osten an der Ostküste der Südinsel ist ebenfalls 64 km entfernt. Ranfurly, als nächstgrößerer Nachbarort liegt rund 12 km südsüdwestlich. Das Hochland, auf dem sich Naseby befindet, wird von den rund 40 km westlich des Dorfes liegenden Dunstan Mountains, den nur 5 km nördlich beginnenden Ida Range und den rund 17 km östlich sich hinziehenden Kakanui Mountains geschützt und vom Klima her entsprechend trocken, mit sehr warmen Sommern und kalten Wintern, einem Landklima vergleichbar. Um Naseby herum und vor allem nordwestlich des Dorfes befindet sich patchworkartig große und kleine Gebiete mit Wald und Buschwerk bewachsen, deren Anlage 1899 begann. Aus den Ida Range und südlich von Naseby schlängeln sich zahlreiche kleinere Bäche, die allesamt in den 25 km weiter südlich nach Osten fließenden Taieri River münden.

## Geschichte
Am 8. Juli 1863 berichtete die Otago Daily Times von den Goldfunden der Parker-Brüder, die das Edelmetall nur einen Kilometer von dem heutigen Dorf entfernt in einer Tiefe von nur 30 cm gefunden hatten. Goldsucher, seit dem Beginn des Otago Goldrauschs für derartige Nachrichten "elektrisiert", machten sich umgehend auf den Weg und so entstand in nur einer Woche eine Zeltstadt, die sich infolge zu einer Siedlung von über 4000 Bewohner entwickelte. Naseby bekam 1872 den Status einer Stadt verliehen und wies alle Merkmale einer Goldgräberstadt jener Tage auf, die nicht nur Goldsucher anzog, sondern auch Menschen, die sich auf anderen Wegen in ihrem Glück versuchten. 1940 waren die Goldfelder ausgebeutet und Naseby fiel nach und nach in die Bedeutungslosigkeit zurück. Geblieben sind eine noch erhaltenen Gebäude jener Tage, die zum Teil heute unter Denkmalschutz stehen.

## Bevölkerung
Zum Zensus des Jahres 2013 zählte der Ort 120 Einwohner, 5,3 % mehr als zur Volkszählung im Jahr 2006. Von den 276 Häusern des Dorfes sind lediglich 66 bewohnt.

## Wirtschaft
Naseby lebt heute vom Obstanbau, der Schafzucht, der Holzwirtschaft und in Teilen vom Tourismus.

## Tourismus
Im Sommer kommen Camper und Besitzer kleiner Ferienhäuser in das Dorf. Ein 9-Loch-Golfplatz, Wandern und Mountain Biking, die umliegenden kleinen Seen mit ihren Möglichkeiten und die historischen Gebäude der Siedlung sind die Attraktionen für die Sommertouristen. Im Winter bietet Naseby eine Eisfläche für den Curling-Sport, eine Eislaufbahn fürs Eislaufen und eine 360 m lange Rennrodelbahn, die im Jahr 2008 erstmals in Betrieb genommen wurde.